# Barbara Slate
|  | No s'ha de confondre amb Barbara Slade. |

Barbara Slate (Saint Louis, Missouri, 9 de maig de 1947) és una artista, dibuixant, novel·lista gràfica, creadora de còmics i escriptora estatunidenca. És una de les poques artistes que ha creat, escrit i dibuixat còmics tan per a DC com per Marvel Comics. El seu llibre You Can Do a Graphic Novel va ser publicat per primera vegada el 2010 per Alpha Books (Penguin/Putnam). El 1986 Barbara va crear Angel Love per a DC Comics, una sèrie de temes per a adults per a adolescents. En una anàlisi d'una exposició, The New York Times va descriure el seu estil com a "emfàticament del nostre temps amb la seva narrativa de passió, violència armada i assertivitat femenina."